# Grote Prijs Jef Scherens 1984
Il Grote Prijs Jef Scherens 1984, diciannovesima edizione della corsa, si svolse il 16 settembre 1984 su un percorso di 232 km, con partenza e arrivo a Lovanio. Fu vinto dal belga Ronny Van Holen della Aernoudt-Rossin davanti ai suoi connazionali Jan Wynants e Johan Lammerts.

## Ordine d'arrivo (Top 10)
| Pos. | Corridore         | Squadra                              | Tempo |
| ---- | ----------------- | ------------------------------------ | ----- |
| 1    | Ronny Van Holen   | Safir-Van de Ven-Colnago             |       |
| 2    | Jan Wynants       | Tonissteiner-Lotto-Pecotex-Mavic     |       |
| 3    | Johan Lammerts    | Panasonic-Raleigh                    |       |
| 4    | Adri Van Der Poel | Kwantum-Decosol-Yoko                 |       |
| 5    | Patrick Onnockx   | Europdecor-Boule d'Or-Eddy Merckx    |       |
| 6    | Gery Verlinden    | Splendor-Mondial-Marc                |       |
| 7    | Herman Frison     | Safir-Van de Ven-Colnago             |       |
| 8    | William Tackaert  | Fangio-Tonissteiner-O.M.Trucks-Mavic |       |
| 9    | Marc Sergeant     | Europdecor-Boule d'Or-Eddy Merckx    |       |
| 10   | Jos Haex          | Europdecor-Boule d'Or-Eddy Merckx    |       |